# Laumių miškas
Das Fauna-Flora-Habitat-Gebiet Laumių miškas (deutsch Feenwald) befindet sich im Bezirk Skuodas drei km nördlich von Barstyčiai und einen km südwestlich der Straße 3706 die von Ylakiai über Raudoniai nach Barstyčiai verläuft. Im Südwesten befindet sich die kleine namensgebende Siedlung Laumės und im Südosten das Dorf Puokė.

## Beschreibung
Das FFH-Gebiet ist deckungsgleich mit dem im Jahr 1992 deklarierten Naturschutzgebiet „Laumių botaninis-zoologinis draustinis“ (deutsch Botanisch-zoologisches Reservat Laumiai) und wurde auf einer Schutzgebietsfläche von 2,54 km² ausgewiesen. Das Gebiet wurde der Oberförsterei Skuodas zugeordnet die das Areal des Staatswaldes vom Forstbetrieb Kretinga (litauisch Kretingos miškų urėdija) betreuen lässt.

## Lebensraumtypen
Nach der FFH-Richtlinie wurden die folgenden Lebensraumtypen von europaweiter Bedeutung (LRT) des Anhang I klassifiziert. Die zu schützenden Lebensraumtypen sind Nordboreale Auenwiesen (Code 6450), Westliche Taiga (9010) als Hauptbestandteil im Schutzgebiet, Krautreiche Fichtenwälder Fennoskandiens (9050), Laubholz-Bruchwälder Fennoskandiens (9080) und Auen-Wälder aus Schwarz-Erlen (Alnus glutinosa) und Eschen (Fraxinus excelsior).

## Flora und Fauna
Folgende Arten von gemeinschaftlichem Interesse wurden für das Gebiet gemeldet:
Das Haselhuhn (Tetrastes bonasia), der Weißstorch (Ciconia ciconia), die Rohrweihe (Circus aeruginosus), der Schwarzspecht (Dryocopus martius), der Neuntöter (Lanius collurio), die Heidelerche (Lullula arborea), der Fischotter (Lutra lutra), der Wespenbussard (Pernis apivorus), der Grauspecht (Picus canus) und der Nördliche Kammmolch (Triturus cristatus).
Weitere wichtige Pflanzen- und Tierarten, die im Schutzgebiet beobachtet wurden, sind:
Das Fuchs’ Knabenkraut (Dactylorhiza fuchsii), das Baltische Knabenkraut (Dactylorhiza baltica), das Gefleckte Knabenkraut (Dactylorhiza maculata), der Tannenbärlapp (Huperzia selago), das Hermelin (Mustela erminea) und der Kleine Wasserfrosch (Pelophylax lessonae).

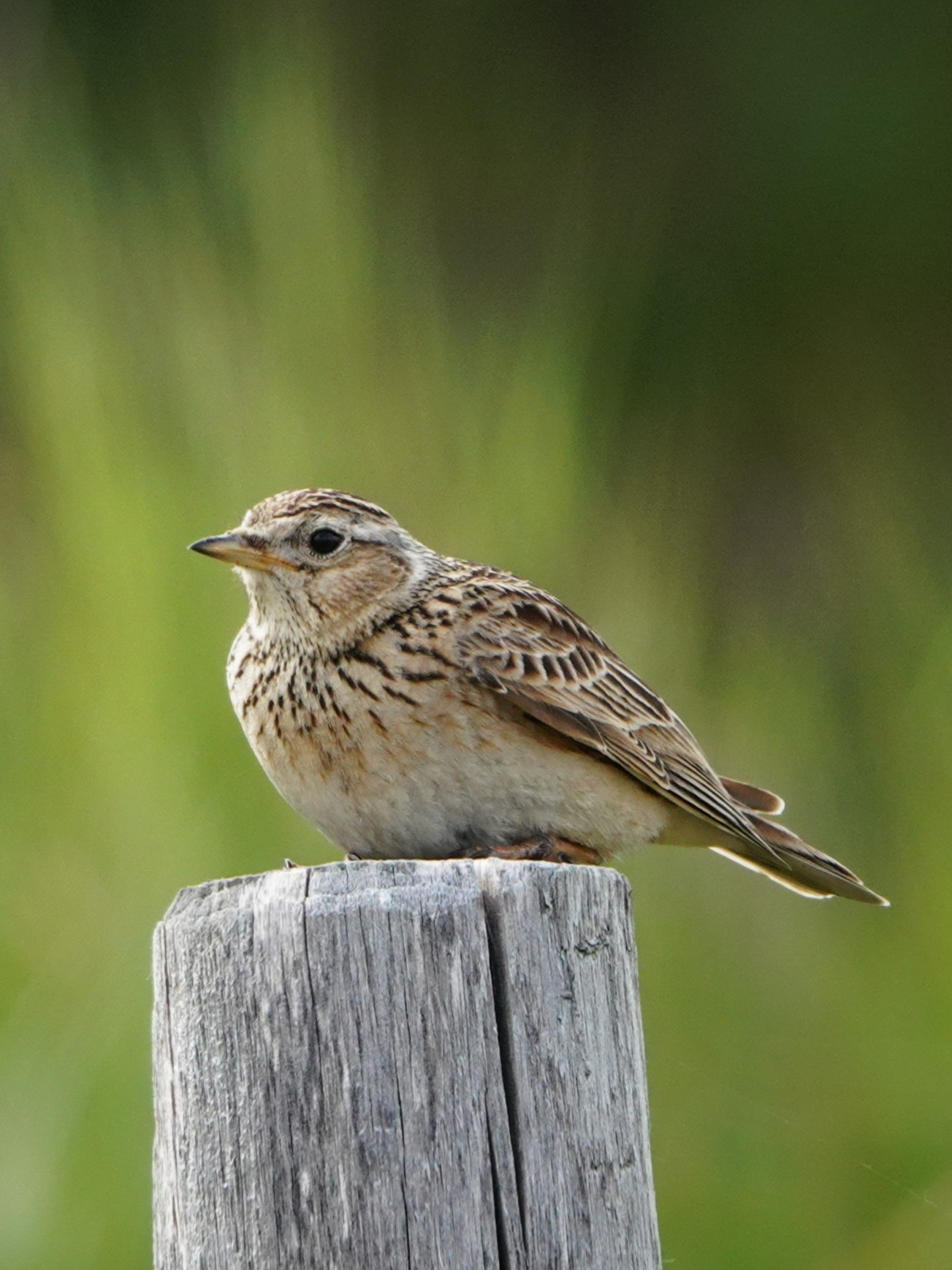
Heidelerche (Beispielfoto)
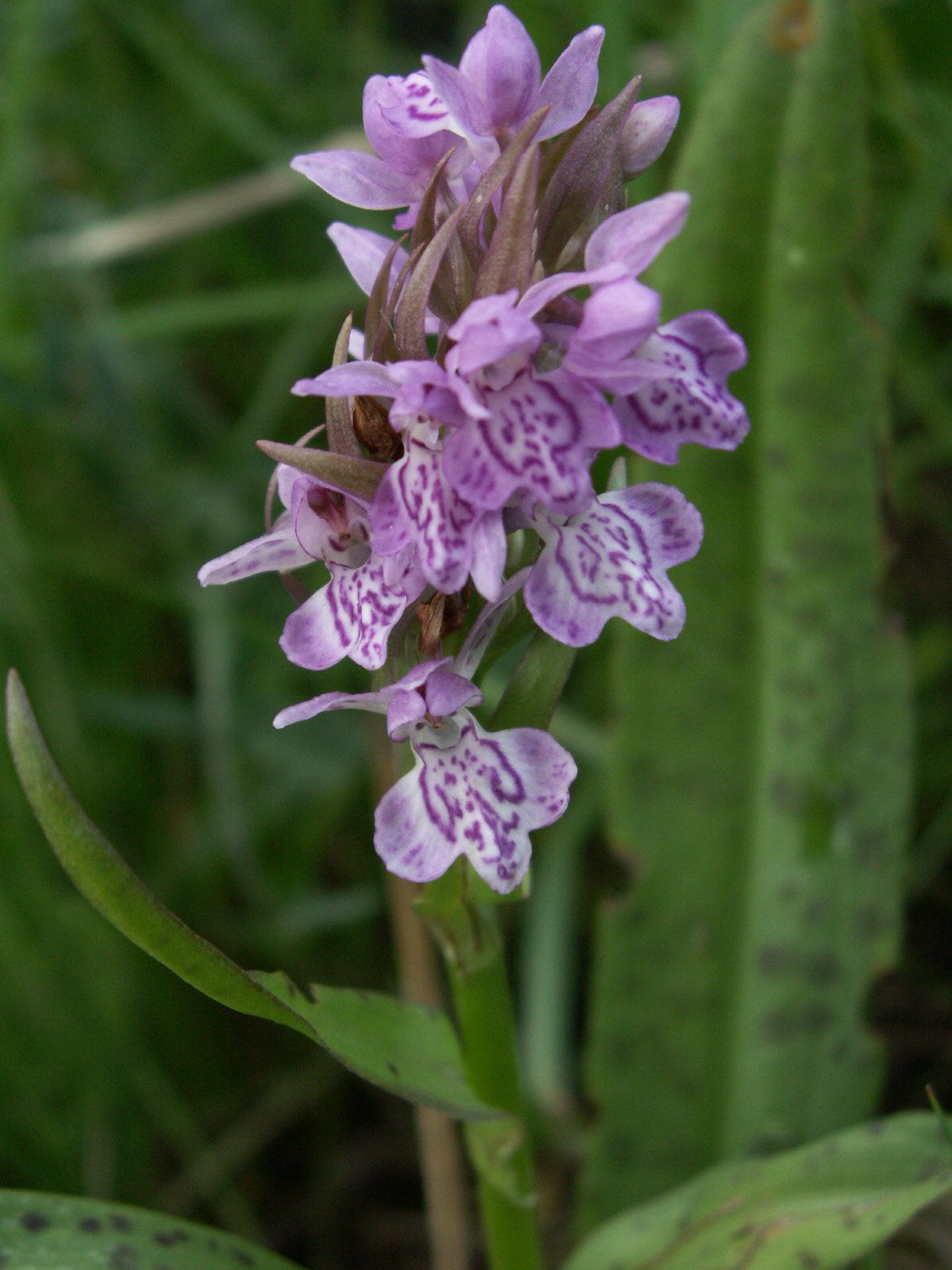
Baltisches Knabenkraut (Beispielfoto)

## Gefährdung
Als Gefährdungen für das Schutzgebiet wurden mit einem mittleren Risiko die Zersiedlung der Dörfer und die wirtschaftliche Nutzung durch die Forstwirtschaft und dem Holzabbau in den geschützten Waldflächen festgestellt. Weitere Einschränkungen die ein Risiko für die Flora und Fauna darstellen wurden nicht ausgewiesen.